# Elettromotrici della linea 6 della metropolitana di Napoli
Le elettromotrici MN L.6 (001 ÷ 006) sono una serie di vetture tranviarie rapide realizzate alla fine degli anni ottanta del XX secolo dalle Officine Fiore, per l'esercizio della progettata Linea Tranviaria Rapida di Napoli, convertita parzialmente nell'attuale Linea 6 della metropolitana, gestita da ANM.

## Storia

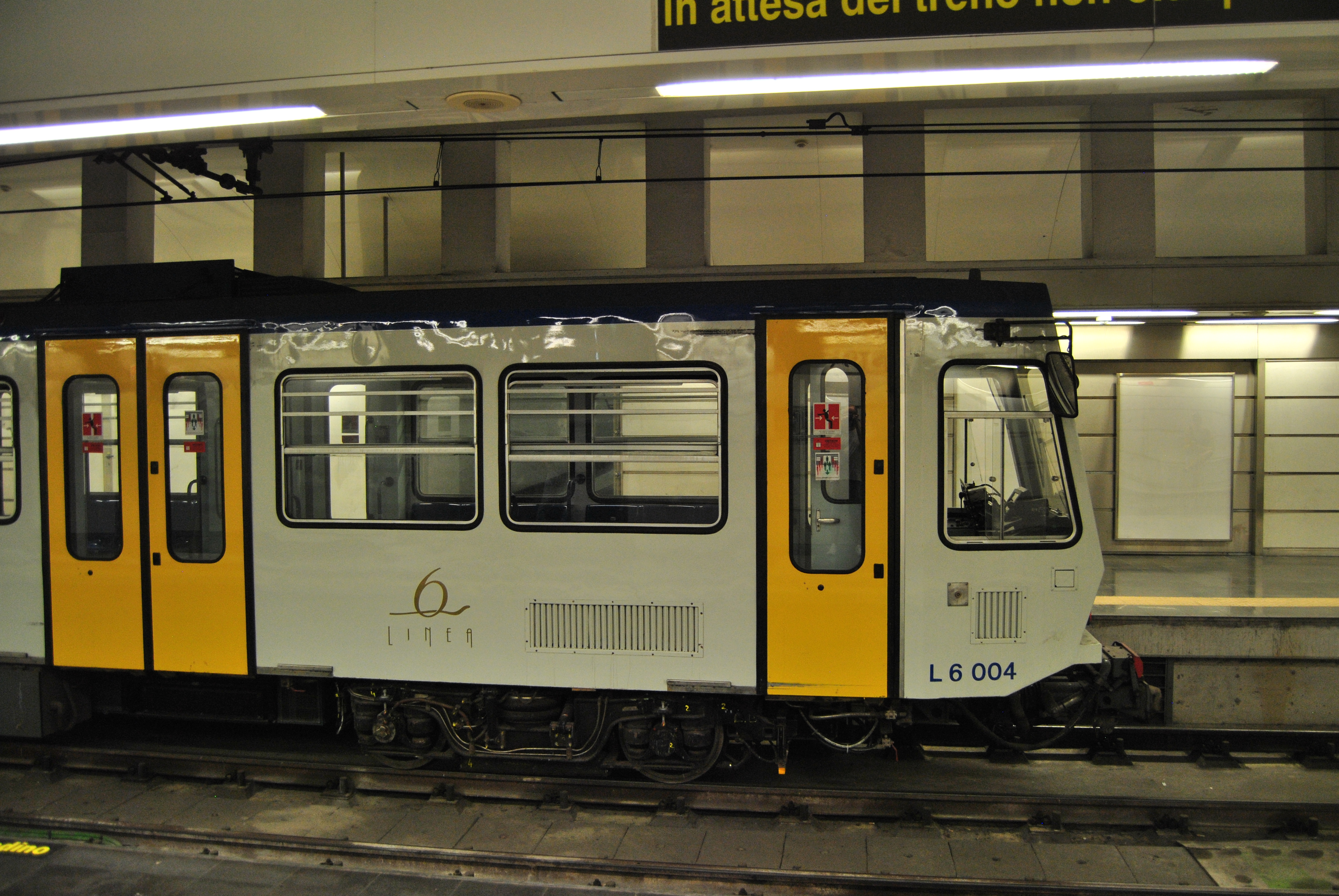
Vista laterale di un treno Firema T67

Le prime sei unità furono consegnate nella primavera 1990, e iniziarono nello stesso anno il presercizio in previsione dell'attivazione della linea in occasione dei mondiali di calcio. Tuttavia, a causa di criticità costruttive legate alla sicurezza, la linea non fu attivata  e le elettromotrici rimasero inutilizzate nel sottosuolo del quartiere Fuorigrotta. Due ulteriori unità della prima commessa furono regolarmente realizzate ma rimasero presso lo stabilimento del fornitore e non furono mai consegnate. Originariamente, le elettromotrici erano classificate come "LTR 001 ÷ 006", numerazione poi modificata a seguito dell'abbandono del progetto LTR.
Dopo la conversione del progetto nella linea 6 della metropolitana, nel 2005 i sei convogli furono estratti in corrispondenza di un'asola creata in corrispondenza di viale Augusto, e sottoposti a revamping in vista dell'immissione in servizio. Dopo l'inaugurazione dell'11 gennaio 2007, il 4 febbraio 2007 la linea 6 e le sei vetture - nel frattempo riclassificate come "L6 001 ÷ 006" - entrarono in esercizio. Nel 2013, a causa della scarsa utilizzazione della linea e degli elevati costi d'esercizio, il servizio fu sospeso in attesa dell'ultimazione del tracciato. 
Nel febbraio del 2023, durante le prove per la riattivazione della linea, furono riscontrati dei danni ai perni delle ruote . Essendo fuori produzione, si decise di utilizzare le ruote dei treni di seconda generazione, in uso nella metropolitana di Genova, come modello per la ricostruzione delle ruote delle elettromotrici MN L6, in quanto i convogli genovesi erano derivanti da quelli napoletani. Le nuove ruote, Hitachi, furono installate a partire dall'autunno 2023. 
Nel luglio 2024, per la riattivazione dell'intera linea sono stati reimmessi in esercizio 3 convogli, mentre altri due tenuti in riserva.

## Tecnica
Le elettromotrici furono costruite nelle Officine Fiore di Caserta del gruppo Firema, con parte elettrica Ansaldo e carrelli Stanga. Il codice di progetto della Firema era "T67".
Si tratta di vetture articolate a due casse condividenti lo stesso carrello centrale, bidirezionali e a pianale alto (il progetto della Linea Tranviaria Rapida prevedeva banchine alte per l'accesso a raso ai veicoli, come sulle metropolitane convenzionali, attualmente presente su tutte le linee metropolitane cittadine). 
La capacità per una singola unità articolata è di 38 posti a sedere e 158 posti in piedi; era previsto l'esercizio a comando multiplo fino a 3 unità, così da formare treni di 71 metri di lunghezza, con portata di 588 passeggeri. Il circuito di trazione è a chopper.
Originariamente, si prevedeva di dotare le vetture della LTR sia di pantografo sia di asta di captazione per l'esercizio sulla rete tramviaria convenzionale.

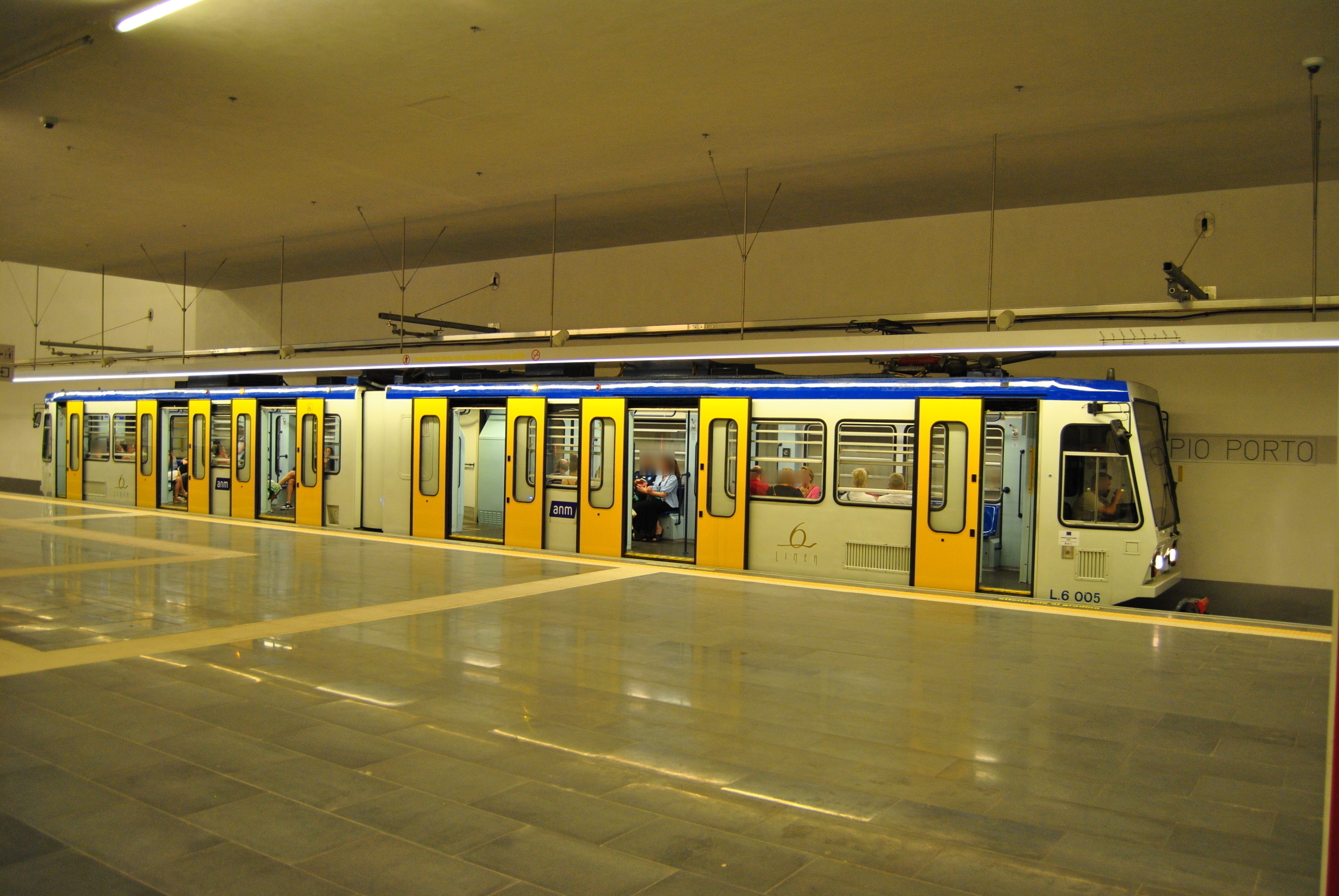
Treno Firema T67 in composizione singola in sosta alla stazione Municipio
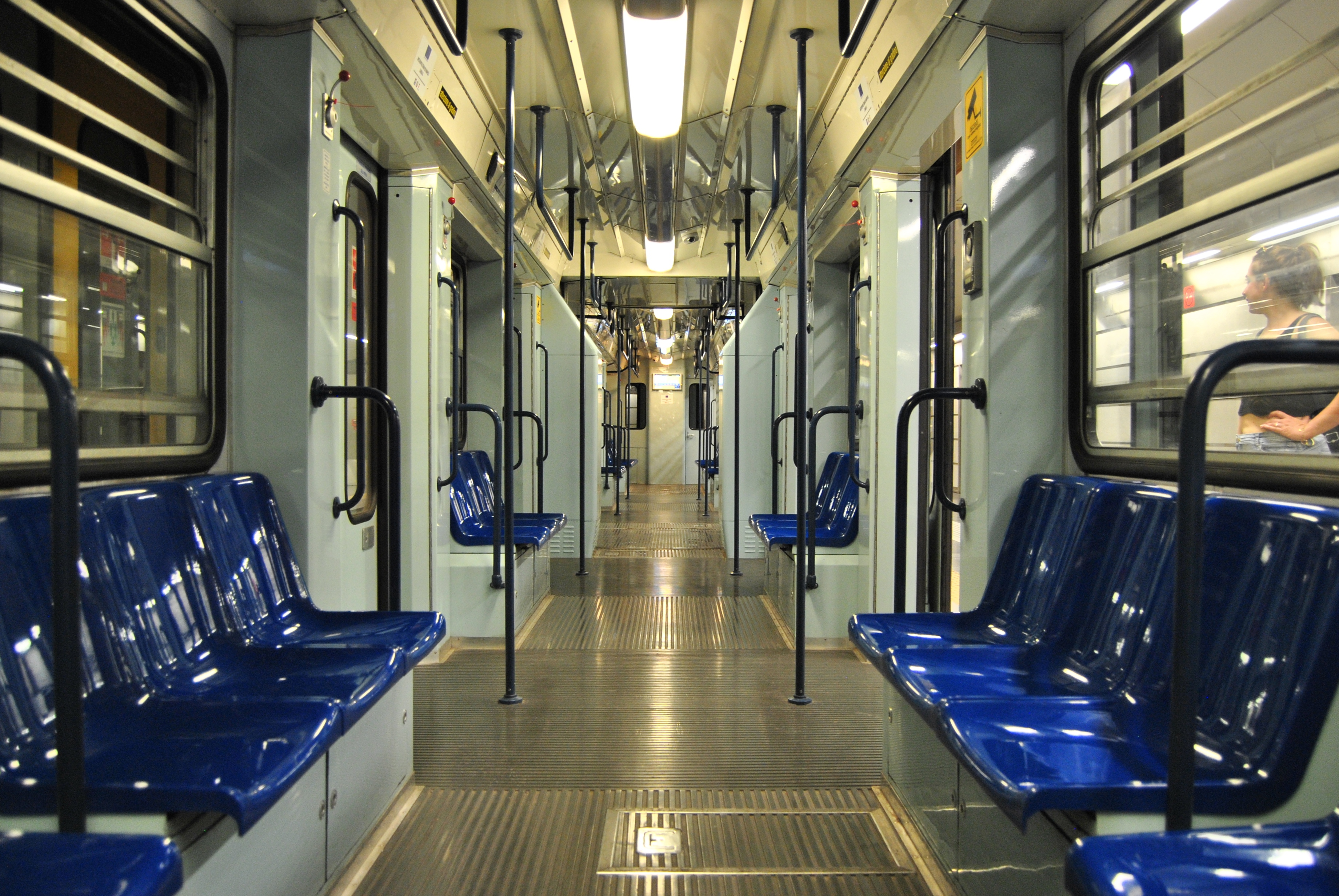
Vista interna
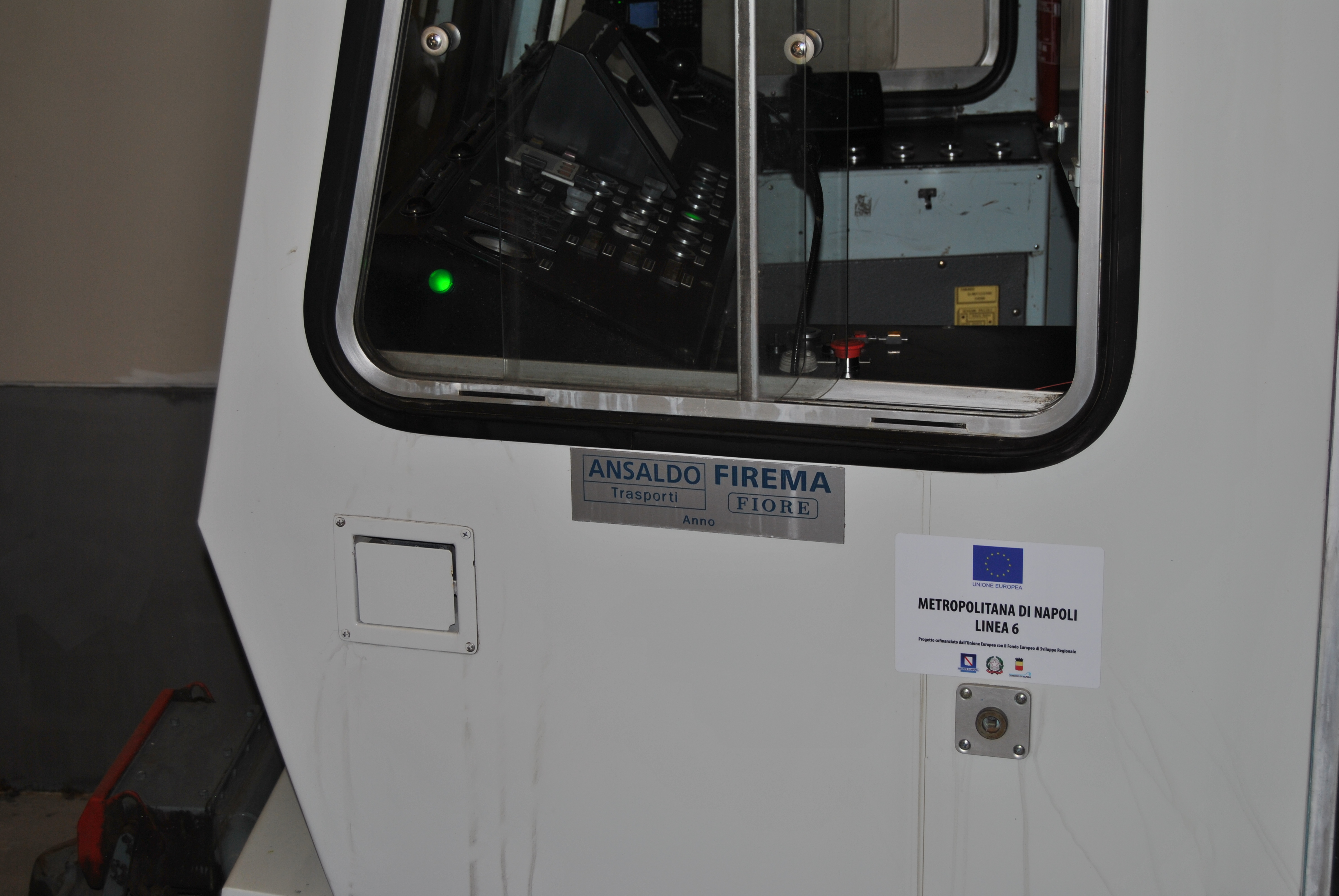
Targa del costruttore
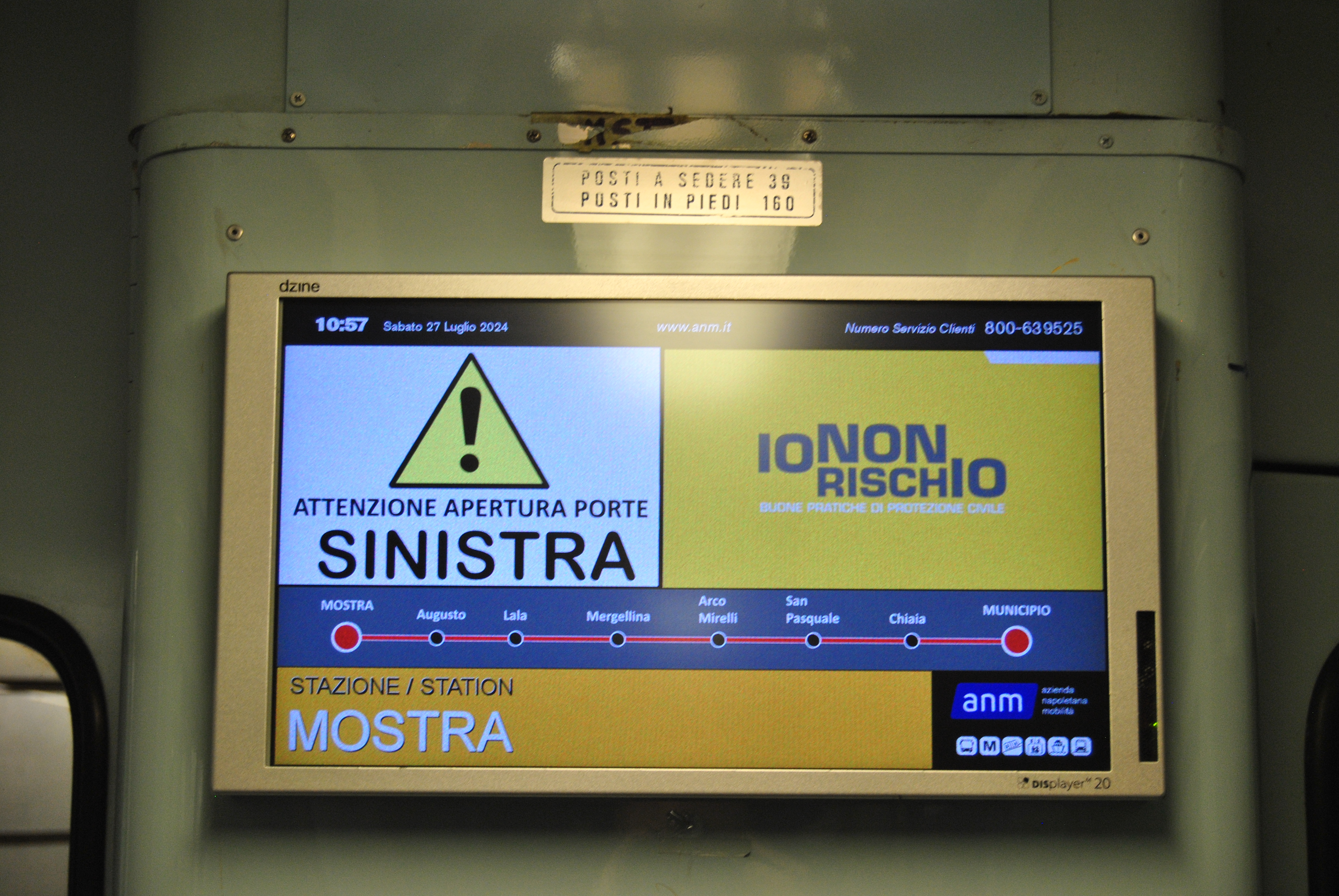
Schermo informativo presente a bordo